# 钟形节铠船蛆
钟形节铠船蛆（学名：Bankia campanullata），是海螂目蛀船蛤科节铠船蛆属的一种。主要分布于南海、中国大陆，常出现在热带海洋中的竹木建筑物中。